# Mačkov

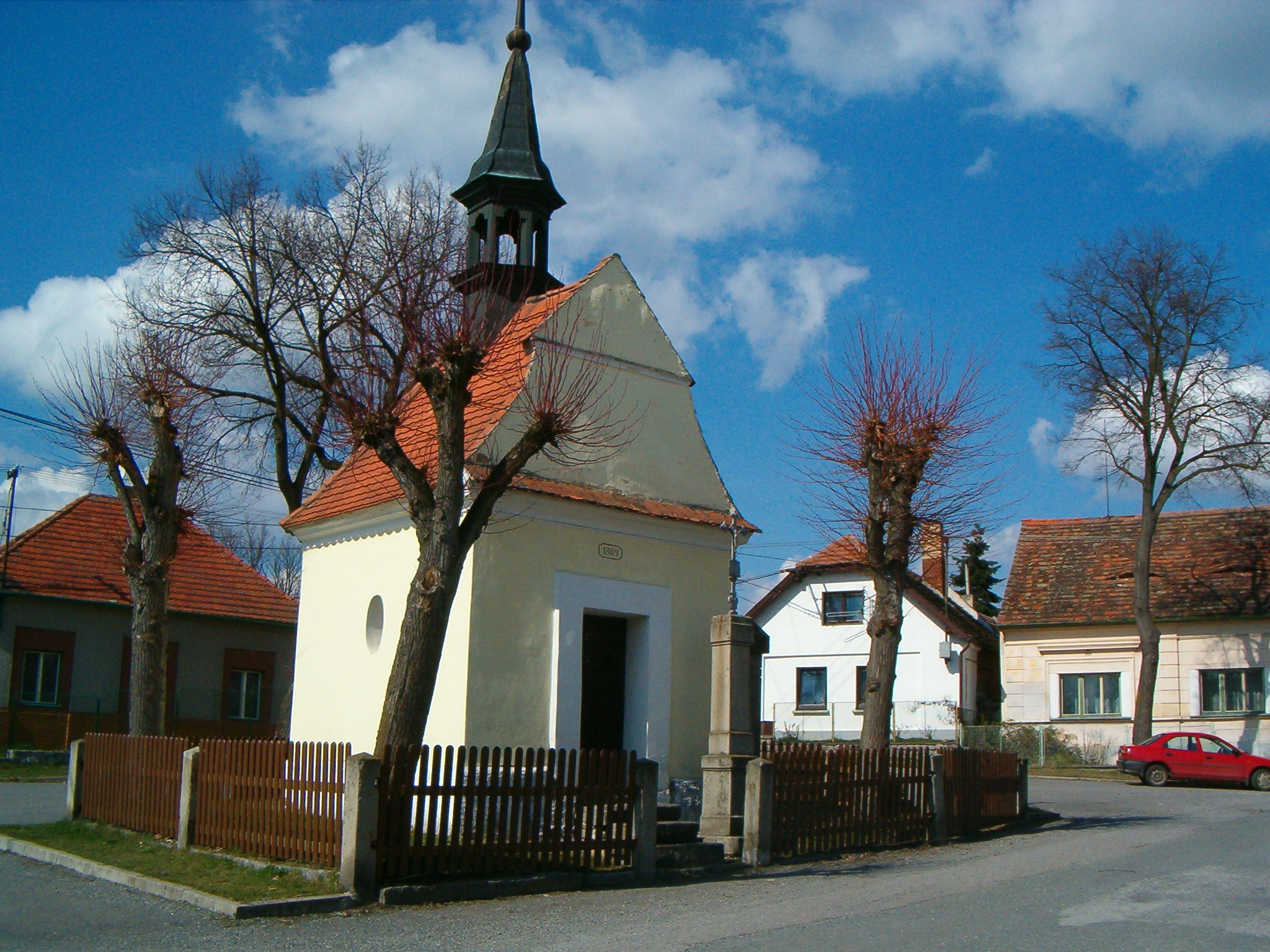
Kapelle des hl. Johannes von Nepomuk

Mačkov [ˈmat͡ʃkɔf] (deutsch Matzkau, auch Matzkow) ist eine Gemeinde in Tschechien. Sie liegt drei Kilometer südlich von Blatná in Südböhmen und gehört zum Okres Strakonice. Mačkov bildet eine Enklave im Territorium der Stadt Blatná.

## Geographie

### Geographische Lage
Mačkov befindet sich in der Quellmulde des Baches Mačkovský potok im Hügelland Blatenská pahorkatina. Gegen Norden bilden der Mračovský potok und die Lomnice ein breites Tal. Nordwestlich liegt der Teich Velký mačkovský rybník. Östlich erheben sich der Křesovec (496 m) und die Chocholka (535 m), im Südosten der Na Výskovci (549 m) sowie südlich die Spálenice (524 m). Durch das Dorf führt die Bahnstrecke Březnice–Strakonice. Gegen Süden erstreckt sich der Wald Balkov.

### Gemeindegliederung
Für die Gemeinde Mačkov sind keine Ortsteile ausgewiesen.

### Nachbargemeinden
Nachbarorte sind Blatná, Sídliště Nad Lomnici und Jízdárna im Norden, Lapač, Skaličany und Buzice im Nordosten, Pacelice, Škvořetice und Hněvkov im Osten, Němčice und Sedlice im Südosten, Ovčín, Čekanice, Samota und Chvalov im Süden, Rošice, Jindřichovice und Lažánky im Südwesten, Blatenka und Mračov im Westen sowie Tchořovice, Lhotka und Hříbárna im Nordwesten.

## Geschichte
Archäologische Funde belegen eine frühzeitliche Besiedlung des Gemeindegebietes. 1924 wurde ein Grab der Stradonitzer Kultur aus der jüngsten Latènezeit aufgefunden, das in das 1. Jahrhundert v. Chr. datiert wird. Weitere Funde waren im Wald Balkov eine Blaue Koralle mit blauen Augen aus der Zeit um 200 v. Chr. sowie am Weg nach Vrtišová eine gut erhaltene Urne aus der Zeit zwischen 200 und 100 v. Chr.
Wahrscheinlich im 13. Jahrhundert entstand die Feste Podolí. Sie befand sich südlich der heutigen Bahnstation in der Ortslage Podolí. Ihre Reste waren noch bis 1924 erkennbar.
Die erste schriftliche Erwähnung des Dorfes erfolgte 1328 im Zusammenhang mit den Brüdern Bohůněk von Podolí, Přibyslav von Milčice und Petr von Újezd, wobei der Erstgenannte als Besitzer von Mačkov genannt wurde. Zu den nachfolgenden Besitzern gehörten im 16. Jahrhundert die Herren Kalenitz von Kalenitz, wobei Bohuš von Kalenitz auch das Prädikat von Mačkov verwendete. Im Jahre 1609 erwarb Wenzel Graf Rozdrazowsky von Rozdrazow das Gut und vereinte es mit seiner Herrschaft Blatná. Zu dieser Zeit bestand Mačkov aus zehn Wirtschaften und dem Freihof des Hynek Kozlovský von Kozlov. Letzterer verstarb 1618, sein Erbe sollte nach der Schlacht am Weißen Berg wegen angeblicher Unterstützung der Aufständischen konfisziert werden; das Verfahren wurde jedoch wieder eingestellt. In der berní rula von 1654 sind für Mačkov acht Bauern, drei Häusler, ein Chalupner sowie ein Wirtshaus und ein Armenhaus ausgewiesen. Nachdem Franz Ignaz Rozdrazowsky von Rozdrazow 1691 kinderlos verstorben war, erbten die Grafen Kolowrat-Krakowsky die Herrschaft. Vier Jahre später erfolgte der Verkauf an Joseph Graf Serényi von Kis-Serény. Am 4. und 5. September 1733 lagerte in Mačkov das Philippinische Dragonerregiment. Joseph Serényi hinterließ die Herrschaft 1742 seiner Witwe Maria Elisabeth, geborene Gräfin von Waldstein zur Nutznießung. 1772 wurde mit Martin Šurát der erste Schultheiß in Mačkov eingesetzt. Im Jahre 1785 bestand das Dorf aus neun Bauern, fünf Häuslern, vier Chalupnern sowie einem Wirtshaus, einem Armenhaus und einer Schmiede. Nach dem Tode von Maria Elisabeth Serényi erbten 1787 die Brüder Joseph Vinzenz, Amand, Johann Nepomucen und Ludwig Serényi von Kis-Serény Blatná mit allem Zubehör. Sie verkauften die Herrschaft Blatná am 7. November 1798 an den k.k. Kämmerer Wenzel Hildprandt Freiherr von und zu Ottenhausen. 1803 erbte dessen Sohn Franz Hildprandt von und zu Ottenhausen den Besitz. 1830 entstand in der Flur Velešký eine Ziegelei. Im Jahre 1840 bestand Matzkow / Mačkow aus 27 Häusern mit 193 tschechischsprachigen Einwohnern. Pfarrort war Blatna. Bis zur Mitte des 19. Jahrhunderts blieb das Dorf immer der Herrschaft Blatná untertänig.
Nach der Aufhebung der Patrimonialherrschaften bildete Mackov / Matzkow ab 1850 einen Ortsteil der Gemeinde Hněvkov in der Bezirkshauptmannschaft und dem Gerichtsbezirk Blatná. Während des Bayerischen Erbfolgekriegs waren in Mackov über ein halbes Jahr Husaren einquartiert. Im Jahre 1868 löste sich Mackov von Hněvkov los und bildete eine eigene Gemeinde. Der heutige Ortsname Mačkov wird seit den 1880er Jahren verwendet. Im Jahre 1887 lagerte in dem Dorf eine Eskadron des 14. Dragonerregiments. Zwischen 1897 und 1899 erfolgte auf Initiative von Ferdinand Hildprandt Freiherr von und zu Ottenhausen der Bau der Eisenbahn von Březnice nach Strakonice. Als erster befuhr am 13. März 1899 der Schotterzug "Šutrovka" von Nepomuk aus erstmals die Strecke. Der Personenverkehr wurde am 9. Juni 1899 aufgenommen. Die Bahnstation am südlichen Ortsausgang von Mačkov erhielt den Namen Mačkov – Čekanice. Die Freiwillige Feuerwehr gründete sich 1911. Ein Jahr später wurde in Mačkov ein der Postverwaltung Čekanice unterstelltes Postamt eingerichtet. Im Jahre 1923 entstand am Ortsrand eine Ziegelei. Mačkov bestand 1924 aus 60 Häusern. 1931 wurde es an das Elektrizitätsnetz angeschlossen.
Im Zuge der Aufhebung des Okres Blatná wurde Mačkov 1960 dem Okres Strakonice zugeordnet. Am 1. April 1976 erfolgte die Eingemeindung nach Blatná. Nach einem Referendum löste sich Mačkov am 24. November 1990 von Blatná los und bildete eine eigene Gemeinde.

## Kultur und Sehenswürdigkeiten
- Kapelle des hl. Johannes von Nepomuk am Dorfplatz, sie entstand 1809 anstelle eines seit 1760 nachweisbaren Glockenturmes. 1995 wurde  sie saniert.
- Gedenkkreuz für die Gefallenen des Ersten Weltkrieges, errichtet 1924 neben der Kapelle
- Steinkreuz an der Straße nach Blatná

## Söhne und Töchter der Gemeinde
- Václav Proška (1817–1872), Komponist und Organist